# Niphargus pachypus
Niphargus pachypus is een vlokreeftensoort uit de familie van de Niphargidae. De wetenschappelijke naam van de soort is voor het eerst geldig gepubliceerd in 1933 door Schellenberg.